# Brilthor
El Brilthor, ‘«torrente resplandeciente’ en ilkorin, es un río ficticio descrito en el legendarium del escritor británico J. R. R. Tolkien, que aparecen en su novela El Silmarillion.

## Ubicación
El Brilthor es el cuarto afluente, empezando a contar desde el norte, que desembocan en el Gelion, en 
Ossiriand y que como el resto de sus seis hermanos, nace en las Montañas Azules.

Desde Ered Luin fluían los seis afluentes del Gelion: Ascar (que se llamó después Rathlóriel), 
Thalos, Legolin, Brilthor, Duilwen y Adurant, rápidas corrientes turbulentas que se precipitan desde 
empinadas montañas...